# 四硫化钠
四硫化钠是一种无机化合物，化学式为Na2S4。它是橙黄色的固体，可溶于水并伴有水解。它是钠硫电池中的一些特殊聚合物及中间体的前驱体。

## 制备及结构
它可由硫氢化钠的醇溶液和硫单质反应得到：
2NaSH + 4 S   →   Na2S4  +  H2S
其多硫阴离子采用之字型的链状构型，S-S键键长约为2.05 Å，S-S-S-S二面角约为90°。